# Norra Gussjö
Norra Gussjö är en sjö i Gislaveds kommun och Gnosjö kommun i Småland som ingår i Nissans huvudavrinningsområde. Sjön är 20 meter djup, har en yta på 2,3 kvadratkilometer och befinner sig 164 meter över havet. Sjön avvattnas av vattendraget Nissan. Vid provfiske har bland annat abborre, braxen, gers och gädda fångats i sjön.

## Delavrinningsområde
Norra Gussjö ingår i delavrinningsområde (637340-137116) som SMHI kallar för Utloppet av Norra Gussjö. Medelhöjden är 188 meter över havet och ytan är 11,19 kvadratkilometer. Räknas de 58 delavrinningsområdena uppströms in blir den ackumulerade arean 699,13 kvadratkilometer. Delavrinningsområdets utflöde Nissan mynnar i havet. Delavrinningsområdet består mestadels av skog (67 procent). Avrinningsområdet har 2,3 kvadratkilometer vattenytor vilket ger det en sjöprocent på 20,5 procent.

## Fisk
Vid provfiske har följande fisk fångats i sjön:
- Abborre
- Braxen
- Gärs
- Gädda
- Gös
- Löja
- Mört
- Siklöja

## Galleri

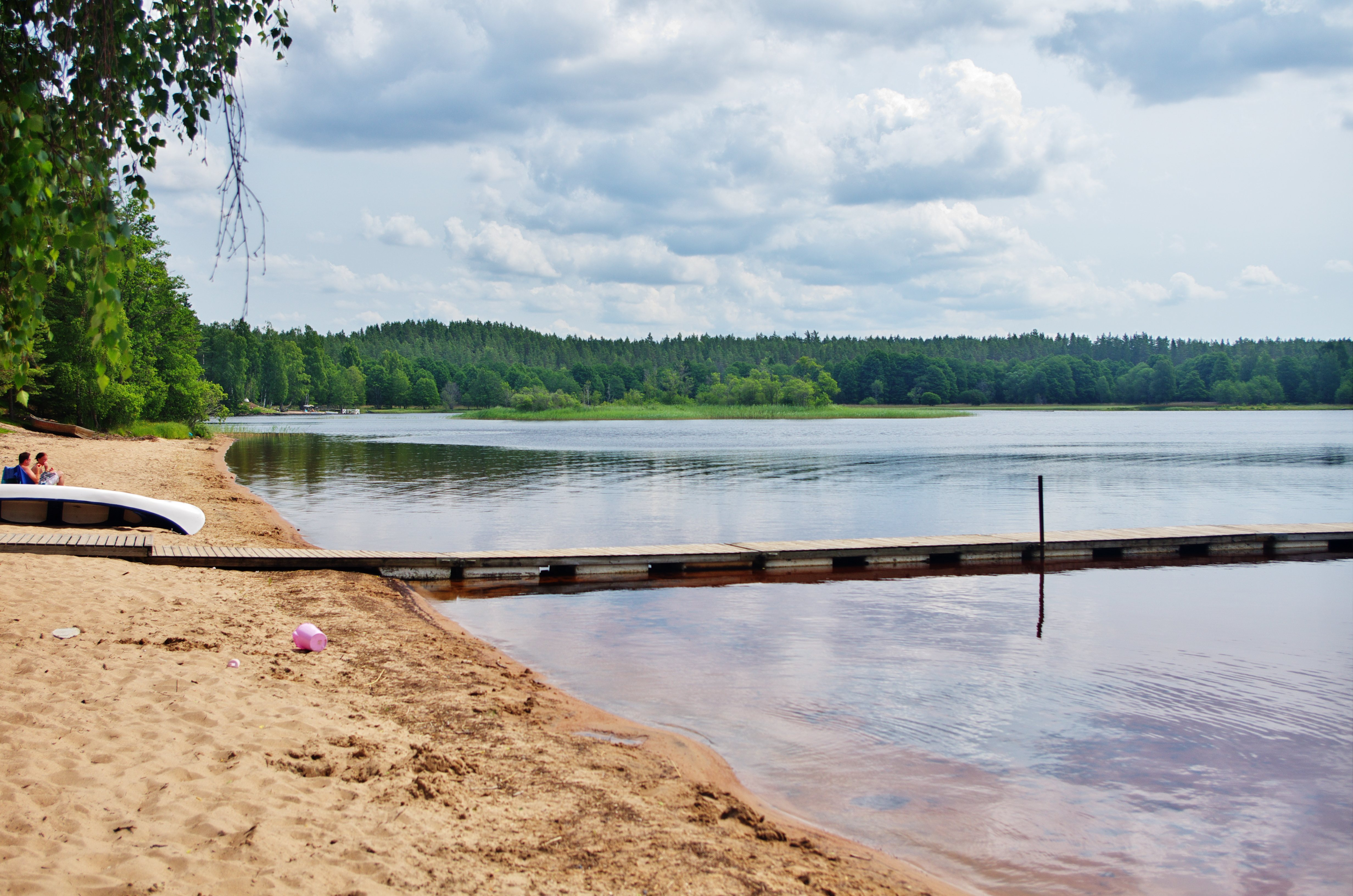
Badplatsen i sjöns norra ände.
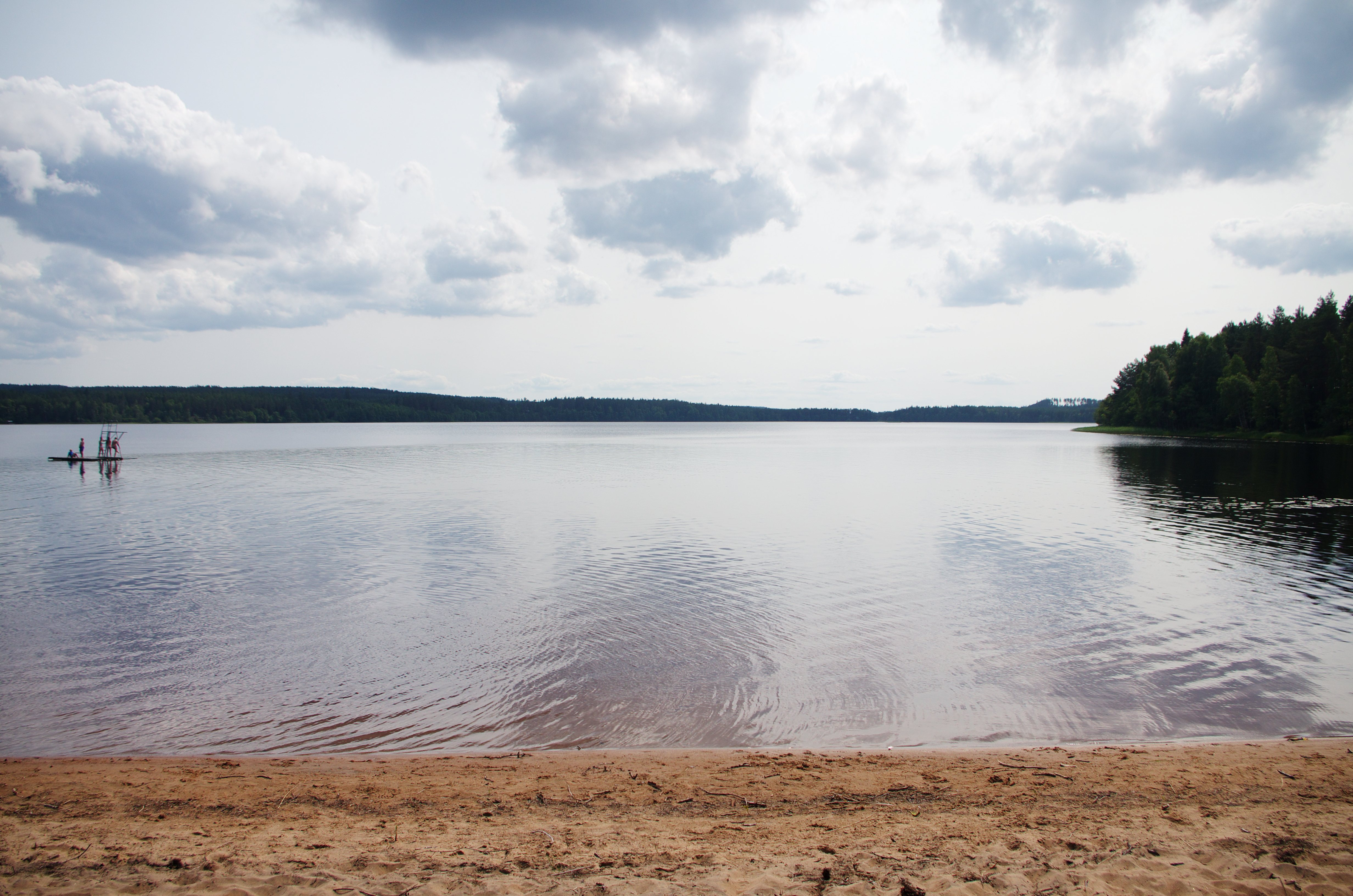
Badplatsens flytbrygga
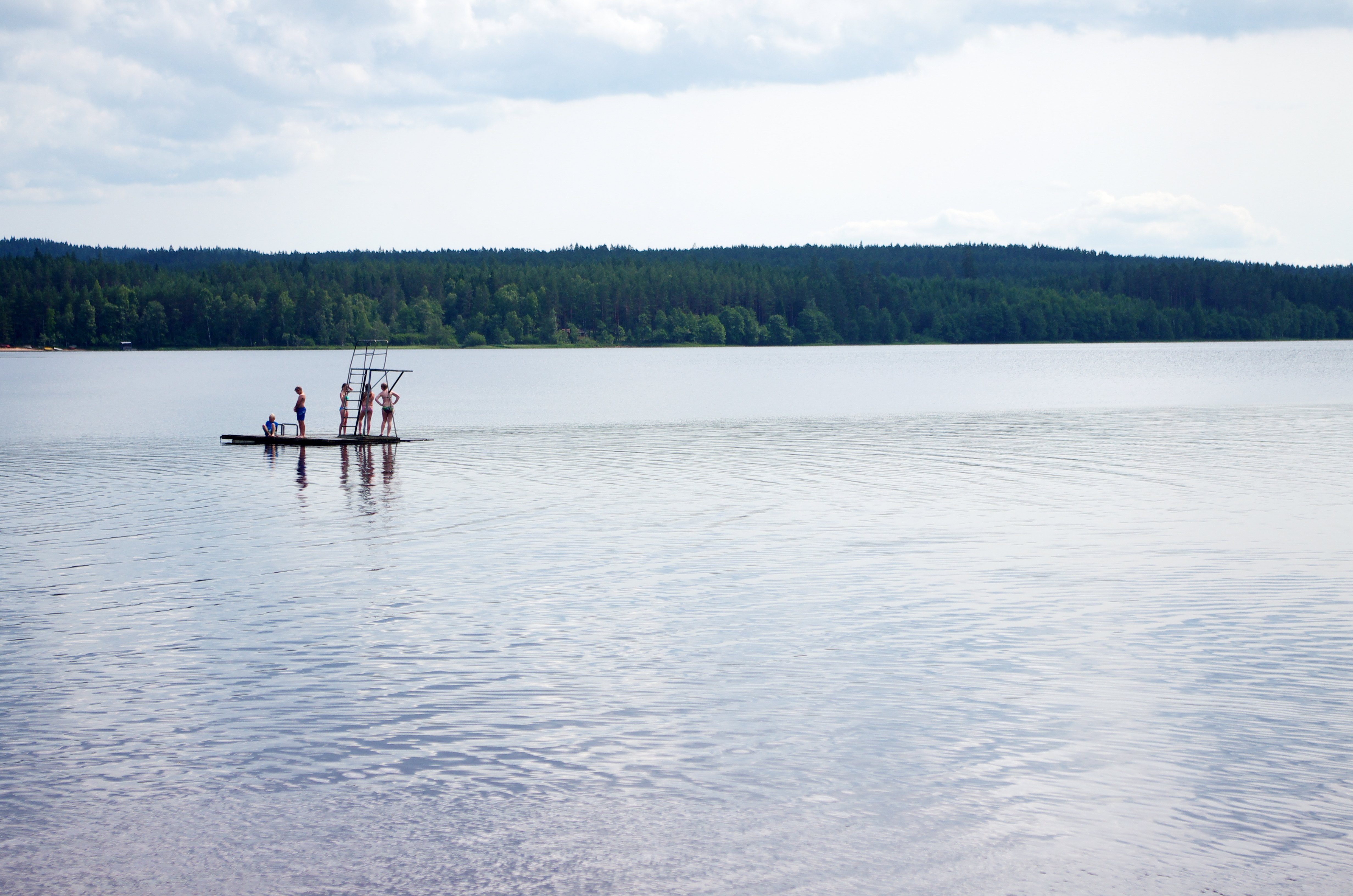
Badplatsens flytbrygga
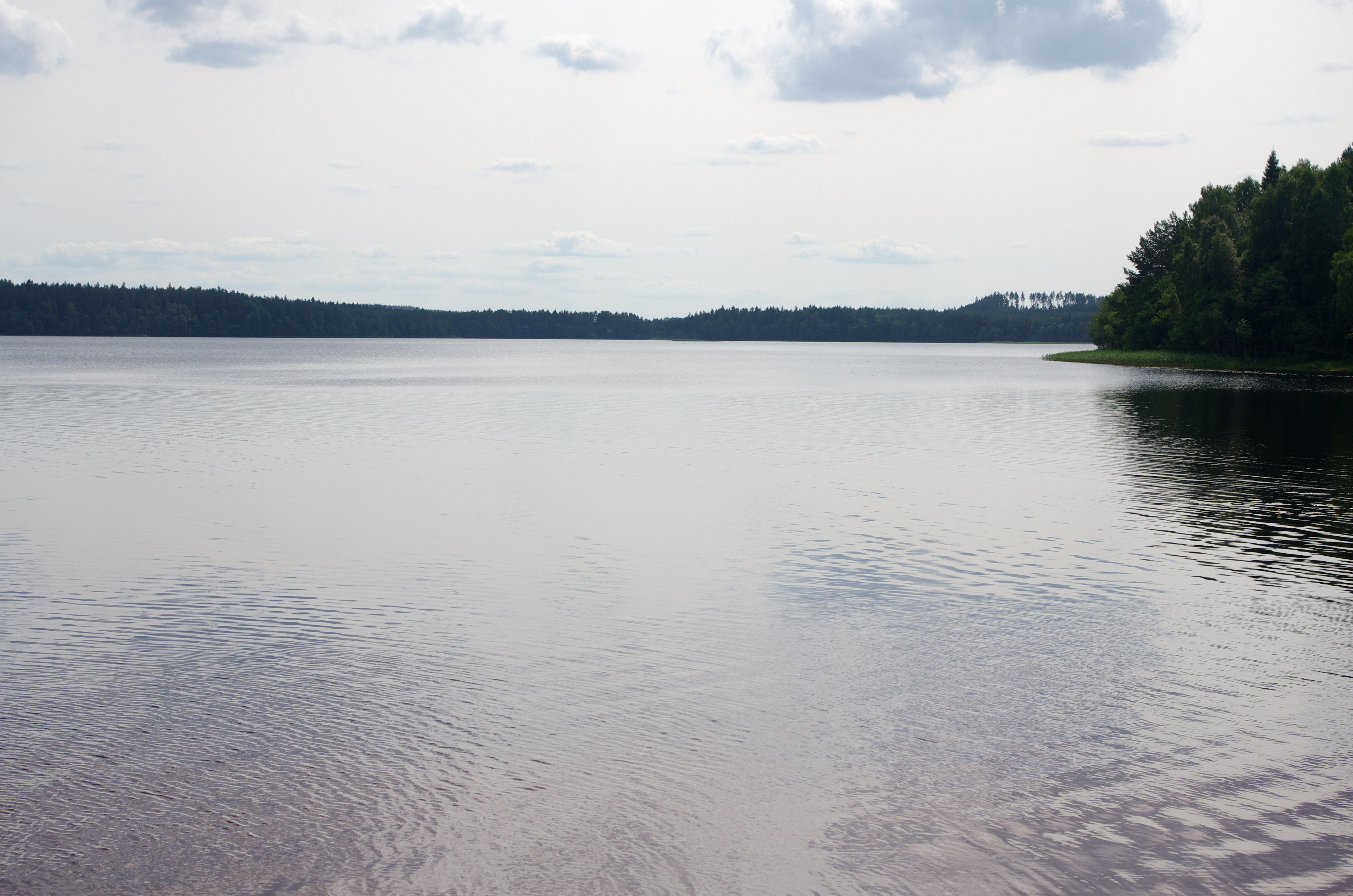